# Oghamstein von Ratass

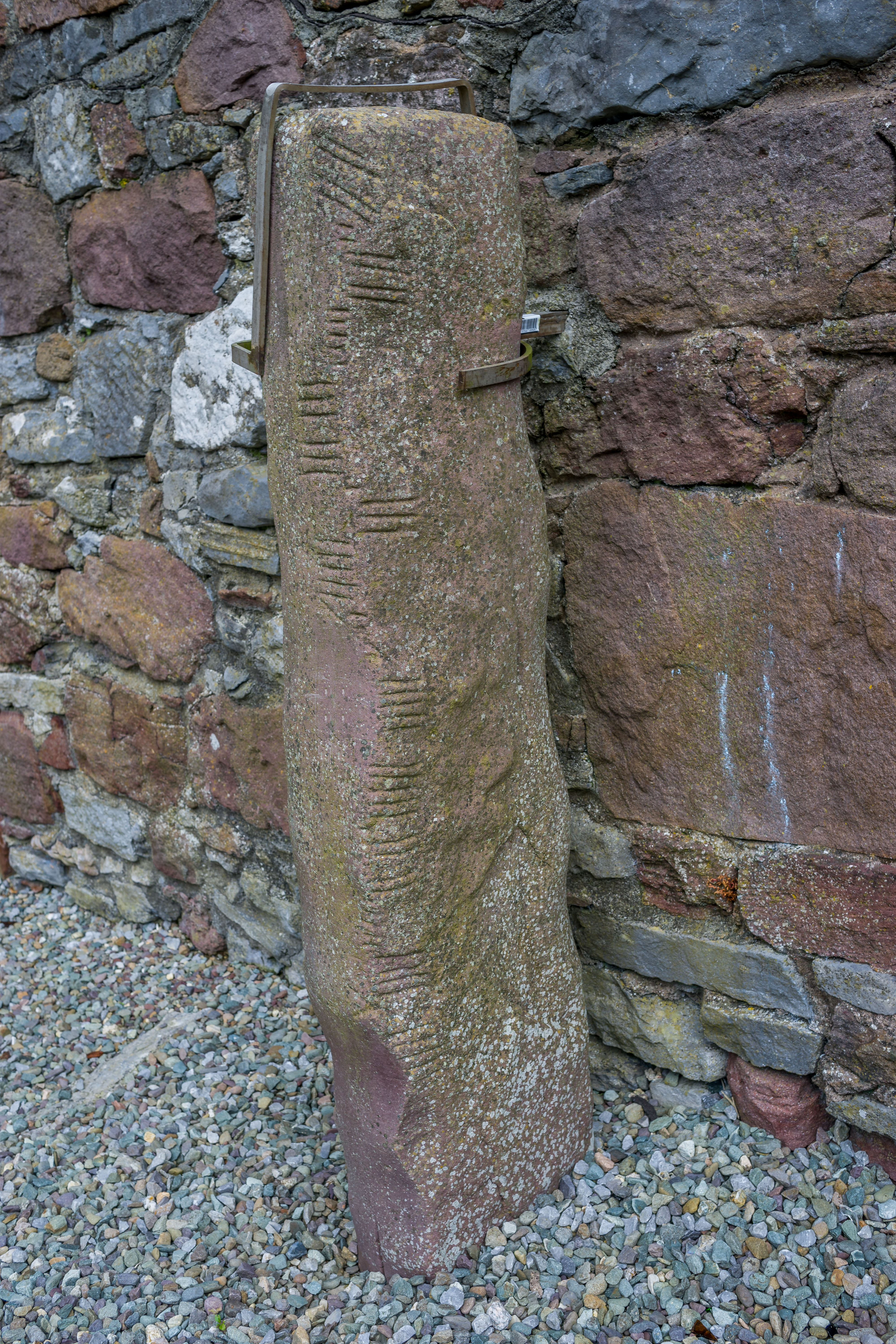
Oghamstein von Ratass

Der Oghamstein von Ratass (auch Rathass, irisch Ráth Teas), der in die 2. Hälfte des 6. Jahrhunderts n. Chr. datiert wird,  steht in den Ruinen der romanischen Kirche von Ratass, im Osten von Tralee im County Kerry in Irland. Die erste Ausgabe der Ordnance Survey Karte zeigt im Osten, Westen und Norden der Kirche und deren Friedhof, eine ovale Einfassungslinie, was auf einen 230 × 140 m großen Raht bzw. eine frühkirchliche Einfriedung hinweist.
Der 1,45 m hohe säulenförmige Oghamstein mit einem Querschnitt von 0,34 × 0,2 m besteht aus lila Sandstein. Auf der breiten Seite befindet sich ein umgekehrtes lateinisches Kreuz aus Doppellinien. Der Stein wurde 1975 in einem Grab des 19. Jahrhunderts in der südwestlichen Ecke der Kirche gefunden. T. Fanning bemerkte, dass der Stein eine Zeit als Schärfstein für Klingen verwendet wurde. Die Schnitte und Markierungen auf dem Stein ähneln denen, die auf mehreren anderen Steinen gefunden wurden.
Der Rand des Steines scheint bewusst geformt zu sein und die Oghamschnitte sind sauber und regelmäßig. Fanning glaubt, dass ein einleitendes A und ein abschließender Buchstabe ein A oder O durch das Absplittern und Polieren abgerieben wurde. Die Inschrift lautet: [A]NM SILLANN MAQ VATTILLOGG[A oder O]. Die Übersetzung lautet: 'Sílán Sohn des Fáithloga?'
Eine kleine Cross Slab steht an der Mauer östlich des Oghamsteins.